# Кудугу
Кудугу (на френски: Koudougou) е град в централна Буркина Фасо. Административен център на регион централно-западен и провинция Булкемде. Населението на града през 2012 година е 91 981 души.

## Побратимени градове
- Дрьо, Франция
- Ившам, Великобритания
- Мелсунген, Германия
- Тоди, Италия